# 45519 Triebold
45519 Triebold este o planetă minoră (asteroid), cu un diametru de 8,083 km, din centura de asteroizi. A fost descoperită pe 30 ianuarie 2000 la Catalina Station⁠(d) de Catalina Sky Survey. 
Obiectul prezintă o orbită caracterizată de o semiaxă mare de 3,0922588270703 UAi, o excentricitate de 0,080825570945244, o înclinație de 18,032881681692 ° în raport cu ecliptica.